# Beat (Fernsehserie)
Beat ist eine deutsche Thriller-Fernsehserie von Marco Kreuzpaintner und nach You Are Wanted die zweite deutsche Eigenproduktion des Streaminganbieters Prime Video. Die komplette erste Staffel wurde am 9. November 2018 veröffentlicht.
Am 30. April 2019 gab Amazon bekannt, dass es keine zweite Staffel geben wird.

## Handlung
Der Berliner Clubpromoter „Beat“ ist in der Berliner Szene hervorragend vernetzt. Er ist süchtig nach Drogen, Sex und dem Nachtleben in den Berliner Clubs. Um an die Hintermänner eines kriminellen Netzwerks zu gelangen, versucht der Europäische Geheimdienst (ESI) mit ihm zusammenzuarbeiten. Doch auf der Suche nach den Verantwortlichen hinter den Geschäften aus Drogen-, Waffen-, Menschen- und Organhandel gerät Beat plötzlich selbst ins Visier der Mafia.

## Besetzung

### Hauptbesetzung
| Schauspieler      | Rollenname           | Hauptrolle (Folgen) |
| ----------------- | -------------------- | ------------------- |
| Jannis Niewöhner  | Robert „Beat“ Schlag | 1.01–1.07           |
| Karoline Herfurth | Emilia               | 1.01–1.07           |
| Christian Berkel  | Richard Diemer       | 1.01–1.07           |
| Alexander Fehling | Philipp Vossberg     | 1.02–1.07           |
| Hanno Koffler     | Paul                 | 1.01–1.07           |
| Kostja Ullmann    | Jasper Hoff          | 1.01–1.05           |
| Nina Gummich      | Janine               | 1.01–1.07           |

### Nebenbesetzung
| Schauspieler      | Rollenname     | Nebenrolle (Folgen) |
| ----------------- | -------------- | ------------------- |
| Svenja Jung       | Nani           | 1.01–1.07           |
| Carlo Ljubek      | Miss Sundström | 1.01–1.07           |
| Ludwig Simon      | Janik          | 1.01–1.07           |
| Anna Bederke      | Lina           | 1.01–1.06           |
| Waldemar Kobus    | Korsch         | 1.01–1.06           |
| Ivan Shvedoff     | Igor           | 1.02–1.06           |
| Vladimir Burlakov | Lew            | 1.02, 1.04–1.05     |
| Karl Markovics    | Dr. Brandt     | 1.02–1.07           |
| Julius Nitschkoff | Danilo         | 1.04–1.05           |

## Rezeption
„Ekstase, Erschöpfung, Endlichkeit: Beat erzählt davon in aufregenden Bildern und erweckt gerade dadurch die Hoffnung, dass es mit dem über die Jahrzehnte immer wieder totgesagten Berliner Nachtleben dann doch weiter geht. Die Leiche zuckt ja noch.“

„Sobald sich die Serie auf Dialogrituale und dramaturgische Konventionen verlässt, wird es betulich oder unglaubwürdig. Es ist Jannis Niewöhner und den anderen jungen Schauspielern und Protagonisten der Berliner Technoszene zu verdanken, dass ihr Milieu gelassen und mit Selbstironie dargestellt wird.“

„Insgesamt steht am Ende der Eindruck, dass Kreuzpaintner in seiner neuen Amazon-Serie vielleicht zu viel auf einmal wollte. Wenn sich Beat statt Mord und Verschwörung bloß um das irdische Nachtleben von Berlin dreht, scheint die Geschichte jedenfalls erfrischender – zumal die persönlichen Akzente des Regisseurs hier eher zur Geltung kommen. Im besten Fall gelingt natürlich beides: eine Geschichte voller Spannung sowie eine Atmosphäre mit Authentizität. (…) Mit Blick auf die Optik und das Schauspiel ist nur wenig zu beanstanden, Potential ist also auf alle Fälle erkennbar.“

## Episodenliste

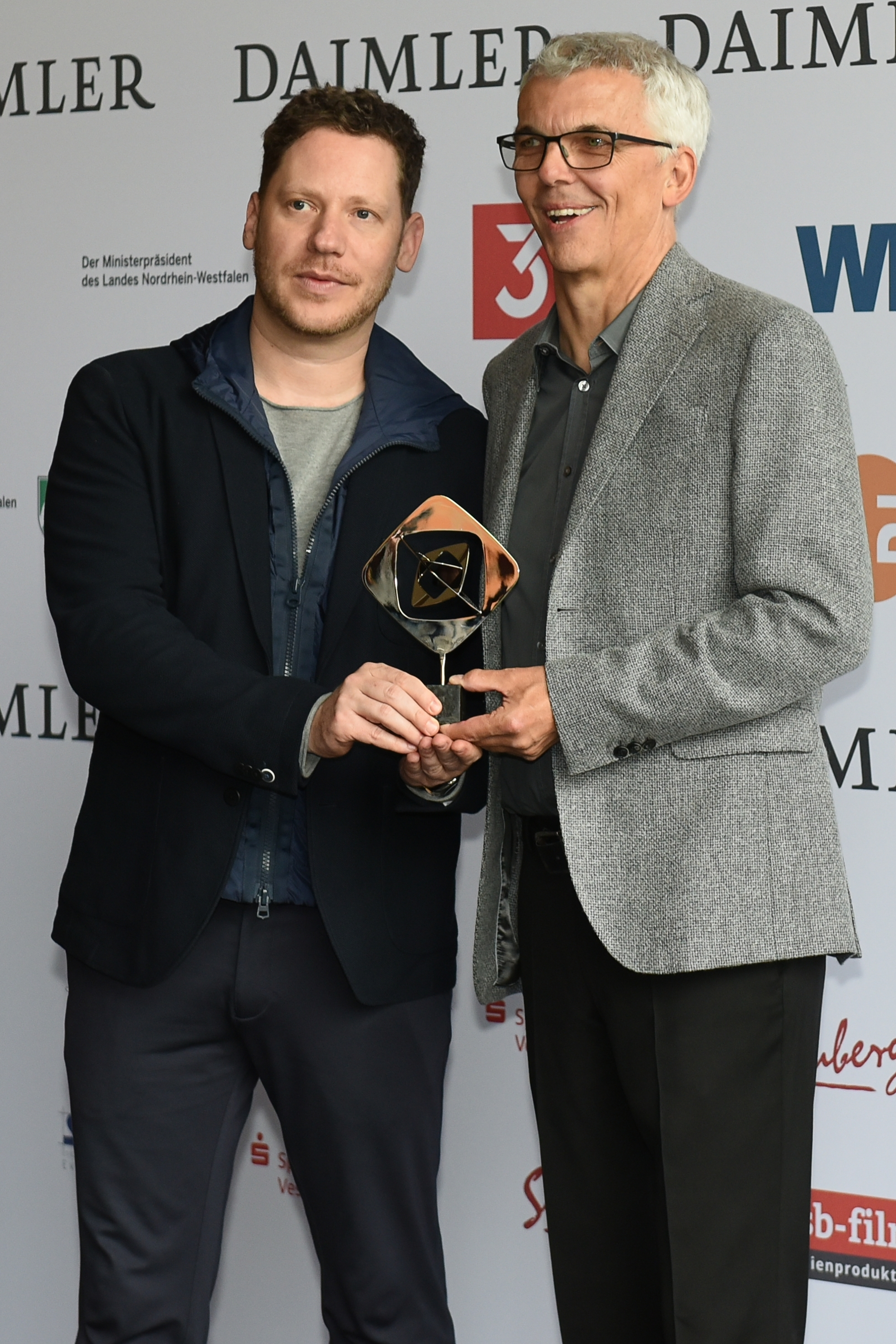
Marco Kreuzpaintner und Norbert Eberlein bei der Verleihung des Grimme-Preises 2019

| Nr.                                                                                             | Originaltitel | Regie               | Drehbuch         |
| ----------------------------------------------------------------------------------------------- | ------------- | ------------------- | ---------------- |
| 1                                                                                               | BEAT          | Marco Kreuzpaintner | Norbert Eberlein |
| 2                                                                                               | POP           | Marco Kreuzpaintner | Norbert Eberlein |
| 3                                                                                               | BPM           | Marco Kreuzpaintner | Norbert Eberlein |
| 4                                                                                               | LOOP          | Marco Kreuzpaintner | Norbert Eberlein |
| 5                                                                                               | BACKSPIN      | Marco Kreuzpaintner | Norbert Eberlein |
| 6                                                                                               | DROP          | Marco Kreuzpaintner | Norbert Eberlein |
| 7                                                                                               | CODA          | Marco Kreuzpaintner | Norbert Eberlein |
| Am 9. November 2018 wurden alle Folgen der Staffel gleichzeitig bei Prime Video veröffentlicht. |               |                     |                  |

## Auszeichnungen
2019 wurde Beat mit dem Grimme-Preis in der Kategorie Serie ausgezeichnet.